# Powiat Tiszavasvári
Powiat Tiszavasvári (węg. Tiszavasvári kistérség) – jeden z jedenastu powiatów komitatu Szabolcs-Szatmár-Bereg na Węgrzech. Siedzibą władz jest miasto Tiszavasvári.

## Miejscowości powiatu Tiszavasvári
- Szorgalmatos
- Tiszadada
- Tiszadob
- Tiszaeszlár
- Tiszalök
- Tiszavasvári